# Pocsia triseptata
Pocsia triseptata är en svampart som beskrevs av Kalb & Vezda 1991. Pocsia triseptata ingår i släktet Pocsia, ordningen Verrucariales, klassen Eurotiomycetes, divisionen sporsäcksvampar och riket svampar.   Inga underarter finns listade i Catalogue of Life.